# Cmentarz wojenny na Kamieniu nad Jaśliskami
Cmentarz wojenny na Kamieniu nad Jaśliskami – cmentarz wojenny z okresu I wojny światowej, znajdujący się na górze Kamień nad miejscowością Jaśliska w gminie Dukla w woj.podkarpackim.
Cmentarz położony jest w Beskidzie Niskim na południowy wschód od miejscowości Jaśliska, na południowo-wschodnim zboczu wzniesienia Kamień w miejscu zwanym Czereniny, w pobliżu słupka granicznego nr 134/2.
Cmentarz o powierzchnia 320 m² zbudowany jest na planie prostokąta, ogrodzony jest płotem z drewnianych żerdzi. Wejście tworzy drewniana brama. Główny element cmentarza stanowi symboliczny grób usypany z kamieni i dzwon wykonany z łuski pocisku armatniego. Wygląd cmentarza wskazuje, że po wstępnym uporządkowaniu pobojowiska latem 1915, leśna nekropolia nie została objęta akcją budowy cmentarzy na wzór Galicji Zachodniej. Prawdopodobnie, stało się tak dlatego, że front szybko oddalił się na wschód, a po przewrocie bolszewickim (rewolucji październikowej) w Rosji nastąpił koniec I wojny światowej i rozpad Monarchii austro-węgierskiej oraz znaczne oddalenie od sztabu dowództwa okręgu wojskowego Galicja Środkowa, który wówczas miał siedzibę w Przemyślu.
Na cmentarzu znajduje się 6 grobów zbiorowych. Pochowano w nich żołnierzy rosyjskich i żołnierzy austro-węgierskich, poległych na zboczach góry Kamień (859 m n.p.m.) nad Jaśliskami w latach 1914-1915, podczas tzw. "Bitwy o Przełęcze". W trakcie I wojny światowej toczyły się zacięte walki pomiędzy Rosjanami i Austriakami o główny grzbiet Karpat, na szczycie góry doszło do krwawej walki na bagnety, w starciach zginęły setki żołnierzy walczących armii. Teren wokół cmentarza po stronie polskiej, jak i słowackiej, to pozostałość rozległego pobojowiska z tamtego okresu, z trudną do ustalenia liczbą pojedynczych i zbiorowych mogił ukrytych w okopach pod pryzmami kamieni.
Obiekt jest jednym z wielu z leśnych cmentarzy położonych na głównym grzbiecie Karpat kryjących szczątki tysięcy poległych żołnierzy.
W roku 2002 Roman Frodyma nazywany generalnym grabarzem Galicji Zachodniej i leśniczy Leszek Gęborys z Nadleśnictwa Rymanów zlokalizowali i oznaczyli teren kwater cmentarnych. Jesienią 2003 turyści z jasielskiej grupy "GIN" razem z leśnikami z Nadleśnictwa Rymanów ogrodzili kwaterę żerdziami, wznieśli obelisk z kamieni zwieńczony krzyżem maltańskim. Na bramie wypisali sentencję "Każda wojna jest ostatnia. Z nadzieją czekając na stwórcę". Ustawili też emaliowaną tablicę informacyjną z sentencją "Za życia skłóceni. Śmiercią pogodzeni. Razem złożyli tu kości. Nie ważne kim byli. Co dotychczas znaczyli. Lecz, że dochowali wierności". Na pobliskim drzewie powieszono dzwon wykonany z oryginalnej łuski armatniej, przypominający swym głosem o tragicznym charakterze tego miejsca wraz z sentencją: "Podzwoń… nam poległym w walce i cierpieniu. Na kamieniu powstała sława naszego życia i śmierci". Ponownego poświęcenia cmentarza dokonał 20 grudnia 2004 ks. Józef Konieczko, wikary z Jaślisk.
Wokół żołnierskiego krzyża i na mogiłach od dwóch lat turyści układają kamienie znalezione na szlaku jako odzew na apel o potrzebie upamiętnienia ofiar wojny.